# Jata (województwo lubelskie)
Jata – osada leśna w Polsce, położona w województwie lubelskim, w powiecie łukowskim, w gminie Łuków. 
Znajduje się po wsch. stronie wsi Żdżary, na pd. skraju Lasów Łukowskich. W sąsiedztwie leśniczówki znajduje się osada leśna  Podlipie, a w pobliżu rezerwat Jata.
W latach 1975–1998 miejscowość administracyjnie należała do województwa siedleckiego.